# Wojciech Leder

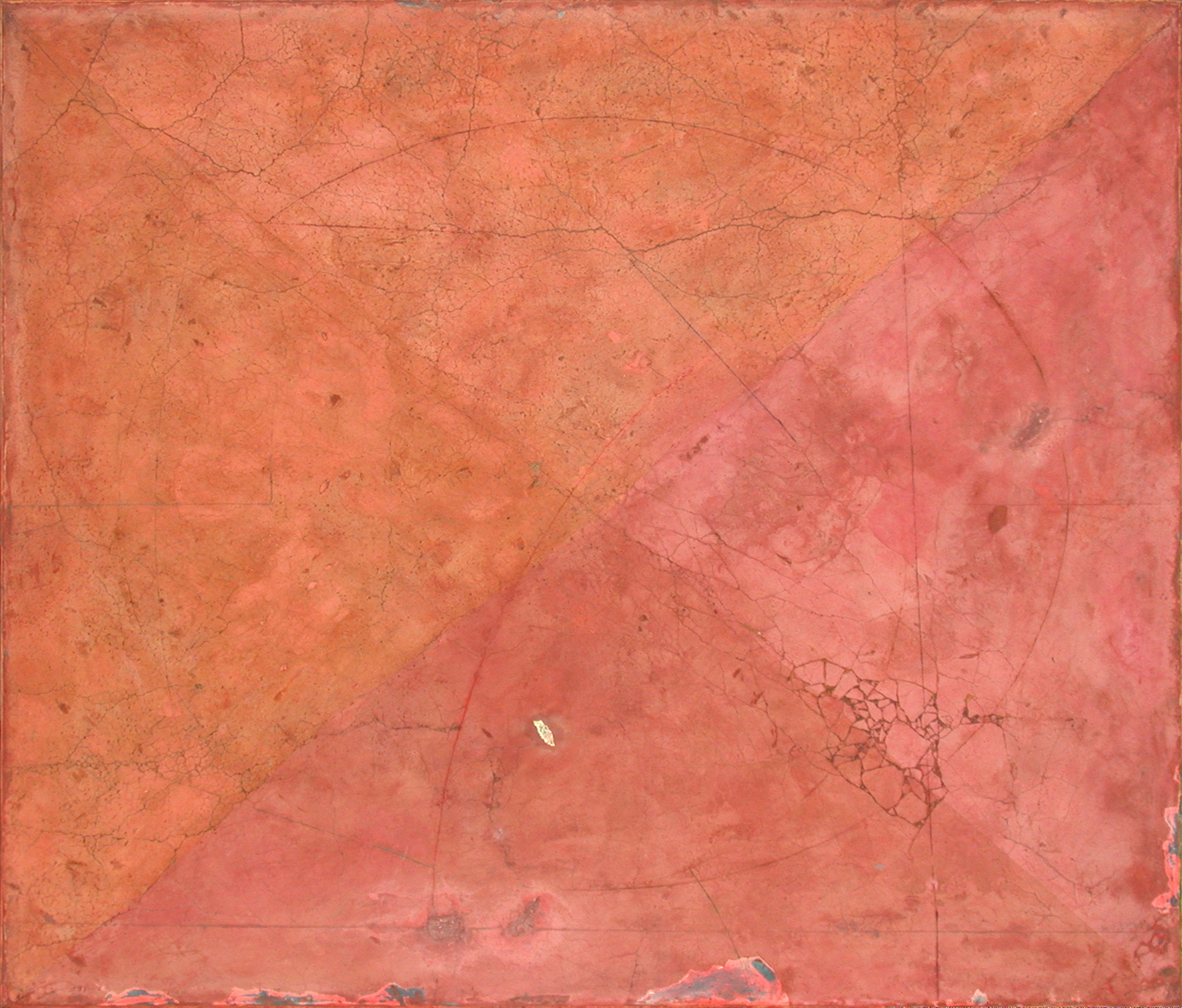
Drzwi do Szafy Filozofa VII, tech. własna, 2002

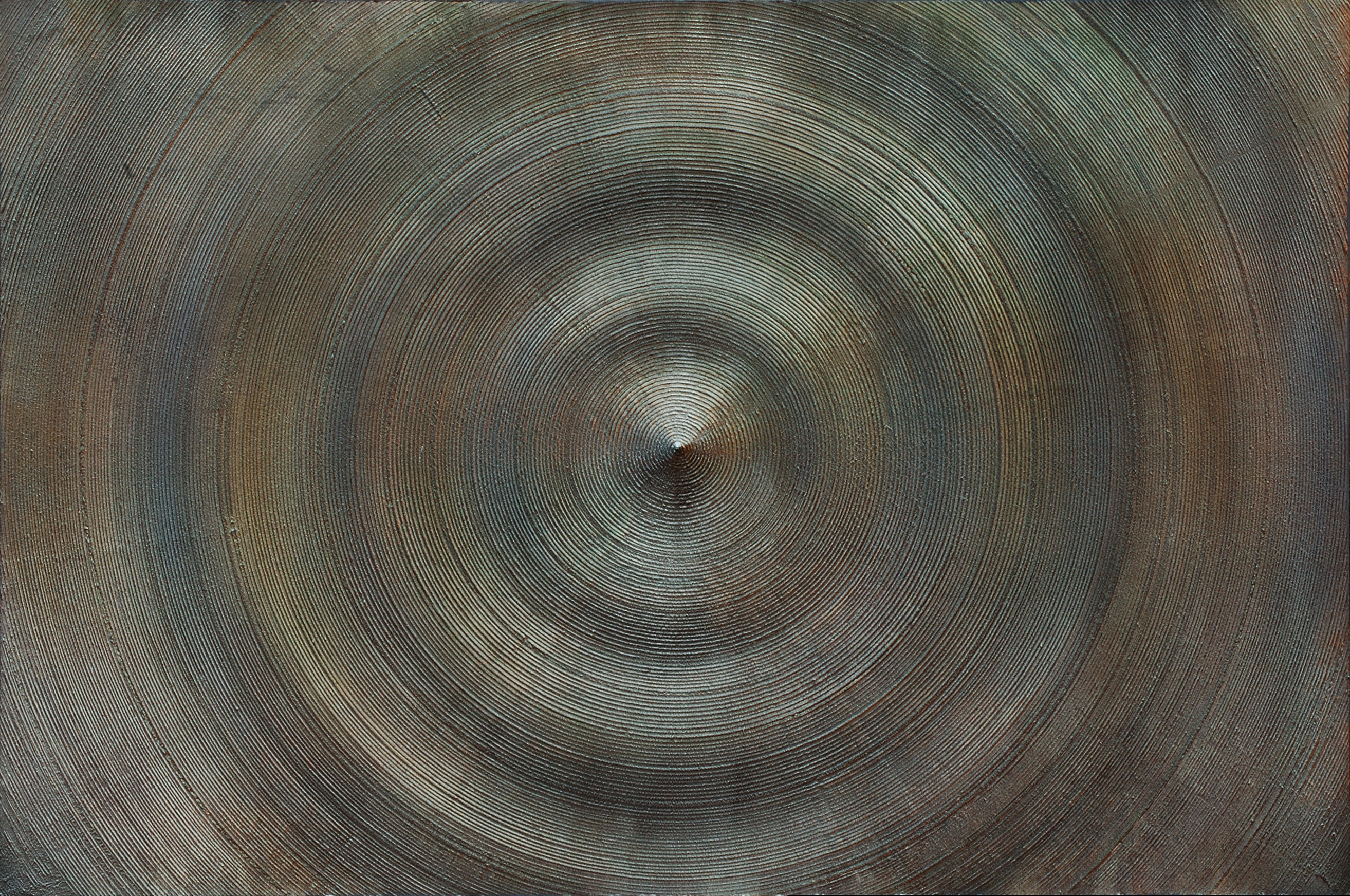
Bez tytułu, z cyklu Teoria przezroczystych celów, 2002

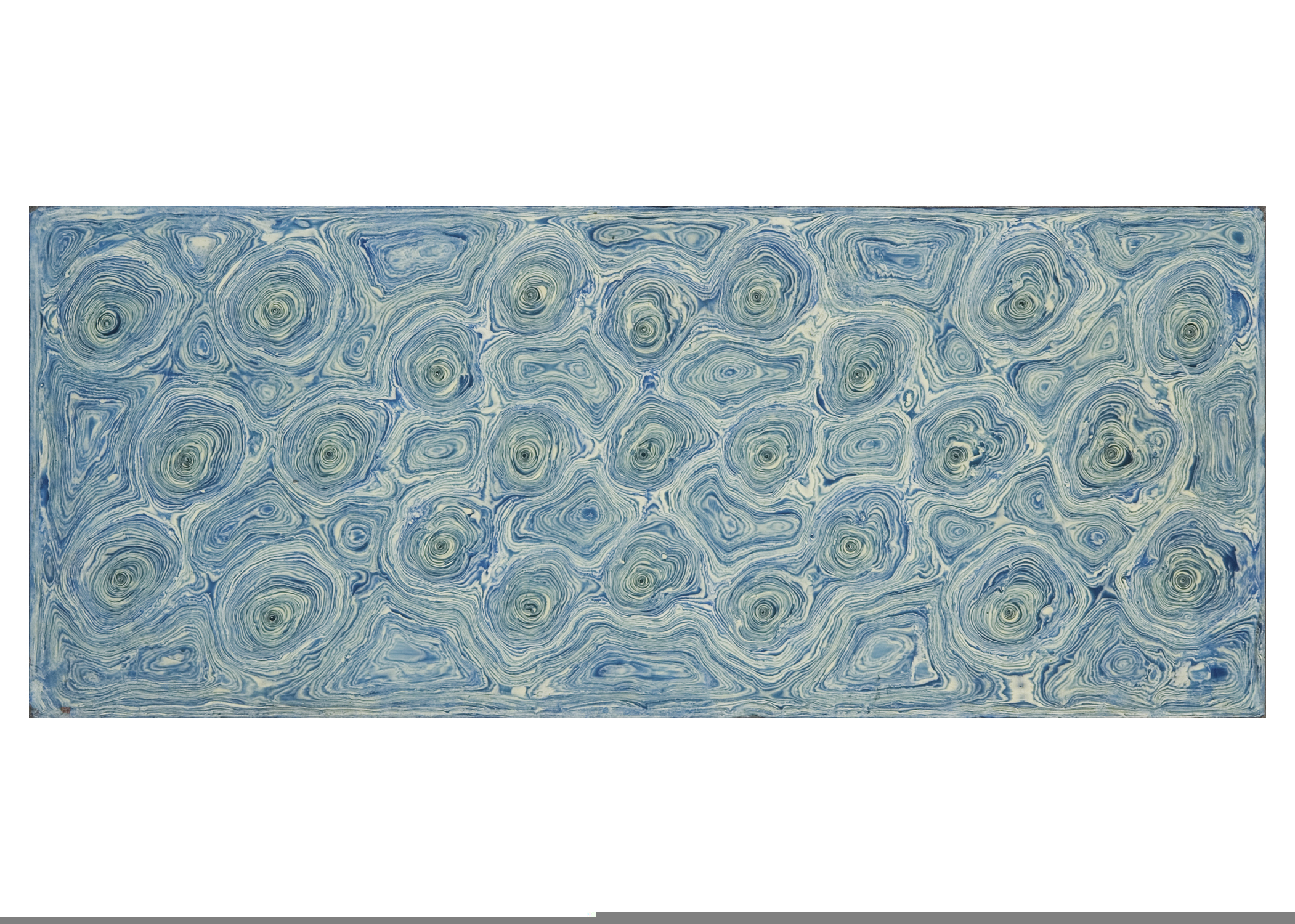
Odliczanie przestrzeni między akcentami, enkaustyka na pilśni

Obraz z cyklu Kuszenie św. Antoniego, 2016-2023

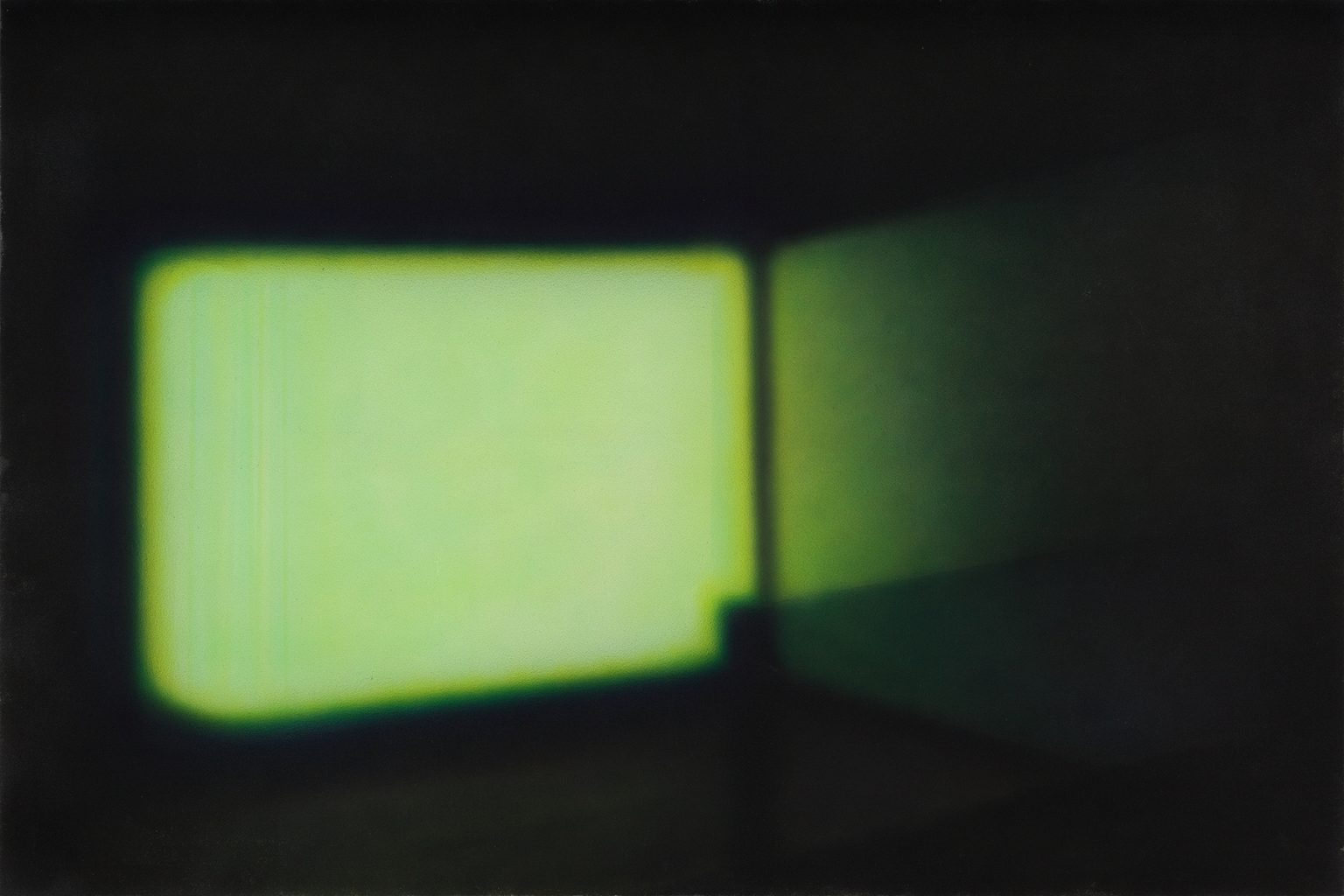
Z cyklu Sztuczna obecność, tech. własna, 2019

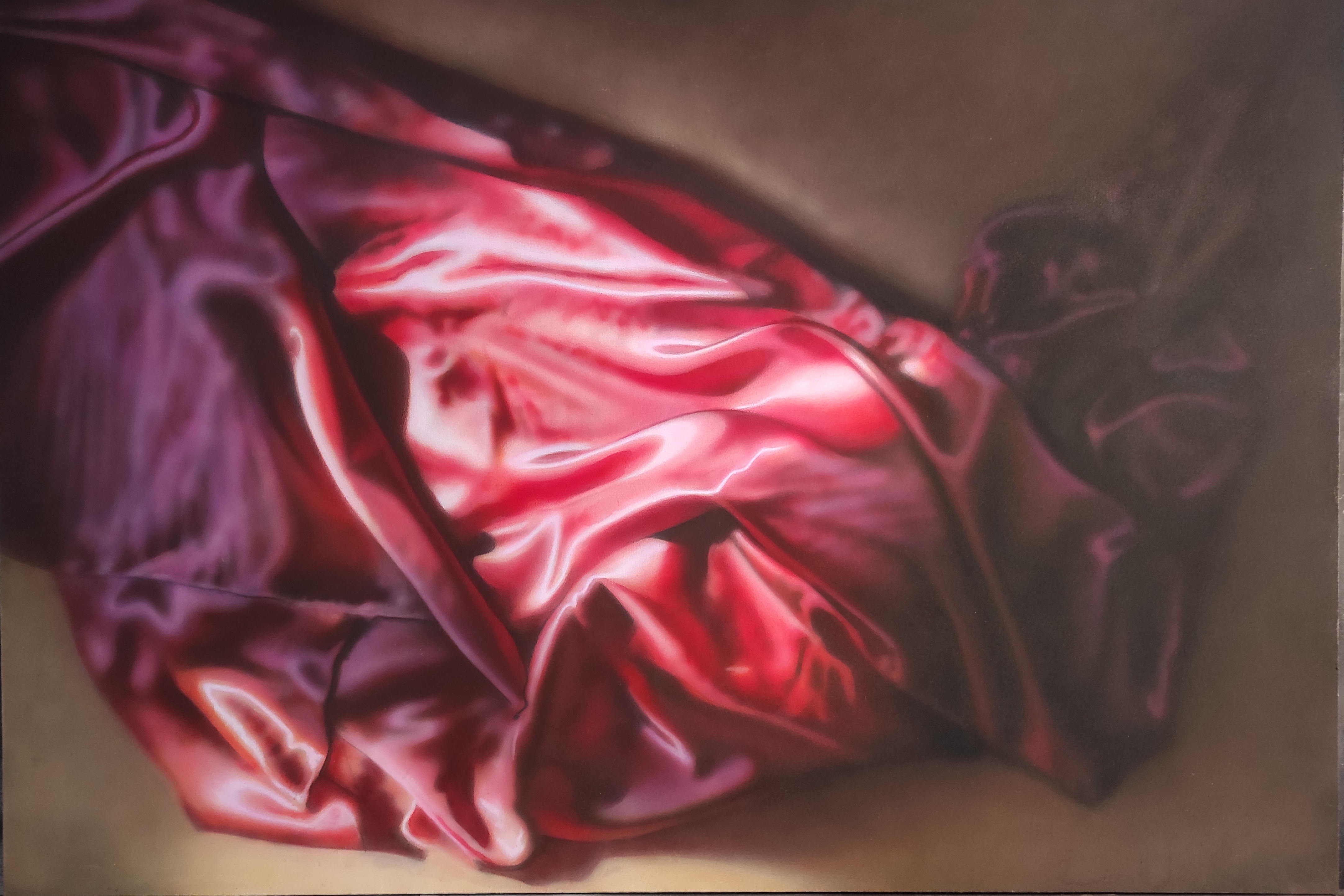
Sacrum, 2023

Wojciech Leder (ur. 15 maja 1960 w Łodzi)) – polski malarz i wykładowca akademicki, okazjonalnie kurator. Laureat Grand Prix Bielskiej Jesieni w 1997 r.

## Życiorys
Absolwent Wydziału Malarstwa i Grafiki PWSSP w Łodzi, był uczniem Stanisława Fijałkowskiego i Andrzeja Łobodzińskiego. Studiował także filozofię na Uniwersytecie Łódzkim. W latach 2002–2007 współprowadził Międzywydziałową Pracownię Otwartą Akademii Sztuk Pięknych w Łodzi. 
Od 2002 pełnił funkcję adiunkta w Pracowni Podstaw Kompozycji na Wydziale Tkaniny i Ubioru ASP w Łodzi. Od 2007 roku jest profesorem ASP w Łodzi. Od 2016 r. profesor zwyczajny sztuk plastycznych. Kieruje Pracownią Imperatywu Malarskiego w ASP w Łodzi. 
Taternik, autor drogi wspinaczkowej na Mięguszowieckim Szczycie Wielkim w Tatrach, członek Akademickiego Klubu Górskiego w Łodzi i Łódzkiego Klubu Wysokogórskiego,  partner wspinaczkowy m.in. Krzysztof Pankiewicz (himalaista).

## Twórczość
Sygnaturą artystyczną Ledera jest „sporządzanie obrazów” z użyciem różnych innowacyjnych technik, niekonwencjonalnych materiałów jak piach, popiół, sadza, dym, mika, beton. Artysta przez wiele lat stosował enkaustykę – miękki, pachnący i ciepły wosk naniesiony na powierzchnię obrazu pozwalał Lederowi na wykonywanie intarsji i nakładanie wielu warstw, które po zeszlifowaniu dają zaskakujące efekty kolorystyczne, a także idealną gładkość. Obrazy Ledera, mają w sobie rodzaj monumentalizmu, który pozwala przekazywać przez nie uniwersalne treści. Artysta nadaje swoim pracom często fascynujące tytułu, jak: Jedno podwójne, trzy pośród czterech.  Koncentruje się na środkach formalnych, jednak poprzez odpowiedni dobór tworzywa nadaje jej charakter metafory. Leder przyznaje, że inspiracją dla każdego następnego obrazu jest poprzedni. Leder podkreśla, że sztuka jest dla niego wehikułem służącą do spotkania samego siebie. Jest doświadczeniem obecności dającym poczucie istnienia.
Kurator wystaw: Dekonstrukcja Utopii w OPS w Łodzi , Biografie rzeczy w 2013 r. w Muzeum POLIN, Piękny Prawdomówny w 100-lecie urodzin S. Fijałkowskiego w 2022 r. w Muzeum Sztuki w Łodzi.
Prace w zbiorach Muzeum Sztuki w Łodzi, Galerii EGO w Poznaniu, Grażyna Kulczyk Collection oraz w zbiorach prywatnych kolekcjonerów w Polsce i za granicą. 
Przez wiele lat współpracował z profesorem Stanisławem Fijałkowskim.  Współautor filmu o  Stanisławie Fijałkowskim Obraz jest moją twarzą, który prezentuje sylwetkę tego malarza i grafika. Film został zrealizowany w 1998 r. w ramach serii Art Noc Programu II Telewizji Polskiej.

## Życie prywatne
Jego żoną jest Anna Laniecka-Leder (ur. 1972). Mają trzech synów: Maksa, Maćka i Mikołaja. Mieszka i pracuje w Łodzi.

## Nagrody i wyróżnienia
Laureat Grand Prix XXXIII Ogólnopolskiej Wystawy Malarstwa Bielska Jesień ‘97  za pracę Bez tytułu ( enkaustyka na desce, 150 x 264 cm). Odznaczony Srebrnym Medalem „Zasłużony Kulturze Gloria Artis”.

## Wybrane wystawy indywidualne i zbiorowe
- 2023 – Pejzaż Malarstwa Polskiego, Zachęta Narodowa Galeria Sztuki, Warszawa[2]
- 2023 – 10 Mediations Biennale I AM ANOTHER YOU, YOU ARE ANOTHER ME, Artİstanbul Feshane, Istambuł, Turcja[3]
- 2023 – 15. Festiwal Sztuki w Przestrzeni Publicznej OTWARTE MIASTO Shapes of Beauty, Lublin[4]
- 2022 – Body of Work, Uniwersytecka Galeria Sztuki UMCS w Lublinie[5]
- 2022 – Piękny Prawdowmówny (kurator), Muzeum Sztuki w Łodzi[6]
- 2020 – Dominik Lejman / Wojciech Leder / 2020.20.2, Galeria Imaginarium w Łodzi[7]
- 2013 – Biografie rzeczy, POLIN, Warszawa[8]
- 2014 – Poles/Kutuplar, Galeria Empires, Istambuł[9]
- 2012 – Dekonstrukcja utopii, Miejska Galeria Sztuki w Łodzi[10]
- 2012 – Obraz Malarstwa, Miejska Galeria Sztuki w Łodzi[11]
- 2008 – Pożegnanie z abstrakcją, Miejska Galeria Sztuki w Łodzi
- 2007 – 6 kamiennych obrazów, Galeria Wschodnia, Łódź
- 2006 – Parę gruszek, kilka jabłek, Galeria EGO, Poznań
- 2006 – Ein Jahr 34 Positionen Raume 2006 − 2007, Museum Modern Art, Huenfeld
- 2005 – Bon a Tirer Gallery, Chelsea Art District, Nowy Jork
- 2004 – 10 + 1, Atlas Sztuki, Łódź[12]
- 2004 – Degussa Gallery, Trostberg,
- 2003 – Galeria BWA Jatki, Nowy Targ
- 2003 – Bałtycka Galeria Sztuki, Słupsk
- 2002 – Galeria FIBAK, Warszawa
- 2002 – Galeria R, Poznań
- 1998 – Obraz jest moją twarzą, Internetowa baza filmu polskiego[13]